# 総合教育会議
総合教育会議（そうごうきょういくかいぎ）は、地方公共団体の首長と教育委員会が教育政策について協議・調整する会議体である。地方教育行政の組織及び運営に関する法律に基づいて、地方公共団体（都道府県、市町村、特別区、一部事務組合）に設置される。

## 概要
2011年に発生した大津いじめ自殺事件をきっかけに、2014年の法改正で教育委員会制度改革が行われ、2015年4月より教育委員長の廃止と教育長の権限強化、教育に関する大綱の策定とあわせて新設された。
総合教育会議は地方公共団体の首長（一部事務組合においては管理者または理事会）および教育委員会で構成され、首長が招集する。
権限
1. 教育、学術および文化の振興に関する総合的な施策の大綱の策定に関する協議
2. 教育を行うための諸条件の整備その他の地域の実情に応じた教育、学術および文化の振興を図るため重点的に講ずべき施策に関する協議
3. 児童、生徒等の生命または身体に現に被害が生じ、またはまさに被害が生ずるおそれがあると見込まれる場合等の緊急の場合に講ずべき措置に関する協議
4. 上記に関する構成員の事務の調整